# HD 149026 b
HD 149026b는 허큘리스자리에 있는 외계 행성으로, 지구에서 약 257광년 떨어진 곳에 있다. 이 행성은 모항성 HD 149026을 지나가는 통과 현상을 통해 발견되었다. 반지름과 질량에 의하면, HD 149026b의 중심핵은 매우 큰 것으로 생각된다.

## 발견
도플러 효과를 응용하여 어머니 항성에 가까운 행성들을 찾는 활동인, N2K 컨소시엄에서 2005년 이 행성을 발견했다. 켁 천문대와 스바루 망원경으로 이 항성의 스펙트럼을 연구했다. 도플러 효과를 통해 이 행성의 존재를 감지한 후, 통과 현상을 페어본 천문대에서 연구했다. 그 결과 천체가 항성 앞을 지나갈 때마다 겉보기 등급이 0.003만큼 감소함을 알아냈으며, 이를 통해 행성의 존재를 확증했다.
행성이 가리는 빛의 양은 매우 작지만, 아마추어 천문가들은 이 감소량을 관측해 내었으며 천문학사에 중대한 기여를 했다. 아마추어 천문가 론 비싱거는 공식적인 발표일 하루 전 이 행성의 존재를 알아냈다.

## 물리적 특성
이 행성은 어머니 항성으로부터 ‘바싹 달아오르게 만들 정도로 가까운 궤도’를 돌고 있다. 한 바퀴 도는 데 지구 시간으로 3일이 채 걸리지 않는다. 질량은 목성의 0.36배(지구의 114배)이며 이는 토성보다 약간 더 무거운 정도이다. 행성의 온도는 이 행성의 반사도가 0.3이라고 가정할 경우 약 1540 켈빈이다. 수다르스키가 분류한 외계 행성의 외관 기준에 따르면 HD 149026b는 IV형과 V의 경계에 존재한다. 천이 현상이 나타나기 전과 후에 걸쳐, 항성과 행성이 뿜는 파장을 8 마이크로미터 파장대로 관측한 결과 행성의 표면 온도는 2,300켈빈 정도로 나타났다. 이처럼 뜨거운 온도는 HD 149026b가 어머니 항성이 발산하는 에너지를 거의 다 흡수하여 매우 어두운 색을 띠고 있을 것이라는 추측을 가능하게 해 준다.
표면 온도는 납이 끓는 점보다도 높다. 보통의 뜨거운 목성들은 크기가 목성보다 좀 더 크거나 비슷하지만, 이 가스 행성의 반지름은 목성의 73퍼센트, 토성의 83퍼센트에 불과하다. 이는 HD 149026b의 밀도가 매우 높으며, 수소 및 헬륨보다 무거운 물질로 구성된 매우 큰 핵을 지니고 있음을 암시한다. 이론적으로 이 행성의 중심핵 질량은 지구의 70배에 이른다. 표면 중력은 지구의 열 배에 이른다.

## 이론적 추론
이 행성의 발견은 행성들은 작은 천체들이 뭉쳐서 생겨났다는, 태양성운 이론 모형에 신빙성을 더하는 결과를 낳았다. 태양성운 이론에서 가스행성들의 씨앗행성은 수소 및 헬륨을 모을 수준까지 충분히 커진다. 그러나 이 모형에 반대하는 과학자들은, HD 149026b 하나만으로는 태양성운의 증거가 부족하다고 주장한다. 사실 이처럼 큰 중심핵이 존재한다는 사실로는 중심핵 강착 모형을 설명하기 힘들다.
중심핵이 이처럼 커진 과정에 대한 추측 중 하나로, HD 149026b는 목성과는 달리 어머니 항성에서 가까운 곳에서 태어났기 때문에, 암석 물질들을 청소하지 못했다는 것이다. 대신 행성에 쏟아지는 무거운 원소들의 대폭격으로 말미암아 지금의 거대한 중심핵이 생겨났다는 것이다.
시선속도를 주의깊게 관찰하여 로시터-맥래플린 효과(자전하는 항성 표면을 행성이 일부 가림으로써 나타나는 광구 스펙트럼선의 이동)를 감지할 수 있었다. 이 효과를 통해 행성의 궤도경사각과 항성의 적도면 각도 차이를 잴 수 있다. HD 149026b의 경우 둘 사이의 차이는 +11° ± 14°로 밝혀졌다. 이는 HD 149026b은 조용하게 생겨났으며 아마도 원시 행성계 원반과의 상호 작용에 연관되었을 것임을 암시한다. 이보다 훨씬 더 큰 각도는 한 행성이 다른 원시 행성들과 극심한 상호 작용을 주고 받았을 것임을 뜻할 것이다.

## 같이 보기
- 페가수스자리 51 b
- HAT-P-3 b
- HD 189733b

## 참고 문헌
1. 1 2 3 4 5  Sato;  외. (2005). “The N2K Consortium. II. A Transiting Hot Saturn around HD 149026 with a Large Dense Core”. 《The Astrophysical Journal》 633 (1): 465 – 473. doi:10.1086/449306. (preprint 보관됨 2016-03-10 - 웨이백 머신)
2. ↑  Robert, Naeye (2005년 7월 7일). “Amateur Detects New Transiting Exoplanet”. Sky & Telescope. 2008년 8월 8일에 원본 문서에서 보존된 문서. 2008년 7월 10일에 확인함.
3. ↑  Spaceflight Now | Breaking News | Exotic extrasolar planet is the hottest yet discovered
4. ↑  One Big Ball of Rock 보관됨 2008-09-04 - 웨이백 머신 Robert Naeye, Sky & Telescope
5. ↑  Wolf, A. S.; Laughlin, G.; Henry, G. W., Fischer, D. A.; Marcy, G.; Butler, P.; Vogt, S. (2007). “A Determination of the Spin-Orbit Alignment of the Anomalously Dense Planet Orbiting HD 149026”. 《The Astrophysical Journal》 667 (1): 549–556. doi:10.1086/503354.[깨진 링크(과거 내용 찾기)](출력용 보관됨 2006-12-13 - 웨이백 머신)